# Fussball-Club Rot-Weiß Erfurt 2016-2017
Questa voce raccoglie le informazioni riguardanti il Fussball-Club Rot-Weiß Erfurt nelle competizioni ufficiali della stagione 2016-2017.

## Stagione
Nella stagione 2016-2017 il Rot Weiss Erfurt, allenato da Stefan Krämer, concluse il campionato di 3. Liga al 14º posto.

## Rosa
| N. |                     | Ruolo | Calciatore       |
| -- | ------------------- | ----- | ---------------- |
| 1  | Germania (bandiera) | P     | Philipp Klewin   |
| 2  | Germania (bandiera) | D     | Fabian Hergesell |
| 3  | Germania (bandiera) | D     | Jonas Struß      |
| 4  | Germania (bandiera) | D     | Jannis Nikolaou  |
| 6  | Germania (bandiera) | D     | André Laurito    |
| 7  | Germania (bandiera) | C     | Theodor Bergmann |
| 8  | Germania (bandiera) | C     | Liridon Vocaj    |
| 9  | Germania (bandiera) | A     | Tugay Uzan       |
| 10 | Germania (bandiera) | C     | Daniel Brückner  |
| 11 | Nigeria (bandiera)  | A     | Aloy Ihenacho    |
| 13 | Polonia (bandiera)  | C     | Sebastian Tyrała |
| 14 | Germania (bandiera) | C     | Maik Baumgarten  |
| 16 | Germania (bandiera) | P     | Erik Domaschke   |
| 17 | Croazia (bandiera)  | D     | Luka Odak        |

| N. |                      | Ruolo | Calciatore         |
| -- | -------------------- | ----- | ------------------ |
| 18 | Turchia (bandiera)   | A     | Okan Aydın         |
| 19 | Germania (bandiera)  | C     | Maximilian Pommer  |
| 20 | Finlandia (bandiera) | D     | Mikko Sumusalo     |
| 21 | Germania (bandiera)  | D     | Jens Möckel        |
| 22 | Germania (bandiera)  | D     | Christoph Menz     |
| 25 | Germania (bandiera)  | D     | Mario Erb          |
| 27 | Germania (bandiera)  | A     | Carsten Kammlott   |
| 29 | Marocco (bandiera)   | C     | Samir Benamar      |
| 33 | Germania (bandiera)  | C     | Tobias Kraulich    |
| 35 | Germania (bandiera)  | D     | Til Schwarz        |
| 36 | Germania (bandiera)  | D     | Marc Fleischhauer  |
| 37 | Germania (bandiera)  | A     | Christopher Bieber |
| 39 | Germania (bandiera)  | A     | Hans Oeftger       |

## Organigramma societario
Area tecnica
- Allenatore: Stefan Krämer
- Allenatore in seconda: Ronny Hebestreit, Norman Loose
- Preparatore dei portieri: René Twardzik
- Preparatori atletici:

## Calciomercato

### Sessione estiva
| Acquisti | Acquisti           | Acquisti            | Acquisti |
| R.       | Nome               | da                  | Modalità |
| -------- | ------------------ | ------------------- | -------- |
| A        | Christopher Bieber | Kickers Würzburg    |          |
| D        | Marc Fleischhauer  | Rot-Weiß Erfurt U19 |          |
| A        | Aloy Ihenacho      | Ingolstadt 04       |          |
| C        | Tobias Kraulich    | Rot-Weiß Erfurt U17 |          |
| C        | Maximilian Pommer  | Rot-Weiß Erfurt U19 |          |
| D        | Jonas Struß        | Rot-Weiß Erfurt II  |          |
| D        | Mikko Sumusalo     | RB Lipsia           |          |
| C        | Liridon Vocaj      | Kickers Würzburg    |          |

| Cessioni | Cessioni           | Cessioni              | Cessioni |
| R.       | Nome               | a                     | Modalità |
| -------- | ------------------ | --------------------- | -------- |
| D        | Julian Löschner    | Schweinfurt 05        |          |
| P        | Paul Büchel        | Germania Halberstadt  |          |
| C        | Burdenski          | FSV Francoforte       |          |
| A        | Marc Höcher        | Helmond Sport         |          |
| C        | Juri Judt          | Seligenporten         |          |
| C        | Amer Kadrić        | Wiedenbrück           |          |
| C        | Robert Lischke     | FC An der Fahner Höhe |          |
| A        | Sebastian Szimayer | Eintracht Treviri     |          |
| C        | Patrik Twardzik    | Germania Halberstadt  |          |

### Sessione invernale
| Acquisti | Acquisti | Acquisti | Acquisti |
| R.       | Nome     | da       | Modalità |
| -------- | -------- | -------- | -------- |

| Cessioni | Cessioni | Cessioni | Cessioni |
| R.       | Nome     | a        | Modalità |
| -------- | -------- | -------- | -------- |

## Risultati

### 3. Liga

#### Girone di andata
| Arbitro: | Siebert |

|  |           |                                         |
|  | Marcatori | 3’ Pintol 65’ Lindenhahn 83’ Wallenborn |

| Arbitro: | Aarnink |

|  |           |              |
|  | Marcatori | 85’ Kammlott |

| Erfurt 9 agosto 2016, ore 18:30 CEST 3ª giornata | Rot-Weiß Erfurt | 0 – 0 referto | Aalen | Steigerwaldstadion (5 339 spett.)\| Arbitro: \| Gerach \| |
| Arbitro:                                         | Gerach          |               |       |                                                           |

| Arbitro: | Kampka |

|                             |           |                          |
| Freiberger 33’ Neidhart 67’ | Marcatori | 75’ (rig.), 79’ Kammlott |

| Arbitro: | Cortus |

|                                |           |  |
| Pigl 49’ Kammlott 59’ Uzan 90’ | Marcatori |  |

| Arbitro: | Müller |

|         |           |                          |
| Bär 31’ | Marcatori | 2’ Brückner 36’ Kammlott |

| Arbitro: | Schult |

|           |           |                            |
| Vocaj 83’ | Marcatori | 23’ Bickel 41’, 78’ Michel |

| Arbitro: | Müller |

|                                         |           |  |
| Schulz 25’ (rig.) Wriedt 60’ Kristo 86’ | Marcatori |  |

| Arbitro: | Kempkes |

|  |           |                  |
|  | Marcatori | 51’ Brandstetter |

| Arbitro: | Jöllenbeck |

|           |           |              |
| Häusl 20’ | Marcatori | 13’ Nikolaou |

| Arbitro: | Schröder |

|            |           |  |
| Bieber 82’ | Marcatori |  |

| Arbitro: | Brütting |

|               |           |  |
| Eggestein 59’ | Marcatori |  |

| Arbitro: | Jablonski |

|          |           |  |
| Menz 30’ | Marcatori |  |

| Kiel 5 novembre 2016, ore 14:00 CET 14ª giornata | Holstein Kiel  | 0 – 0 referto | Rot-Weiß Erfurt | Holstein-Stadion (4 456 spett.)\| Arbitro: \| Steinhaus-Webb \| |
| Arbitro:                                         | Steinhaus-Webb |               |                 |                                                                 |

| Arbitro: | Sather |

|                                                              |           |  |
| Rizzi 15’ Erb 33’ (aut.) Warschewski 41’ Bischoff 60’ (rig.) | Marcatori |  |

| Arbitro: | Storks |

|              |           |                   |
| Kammlott 47’ | Marcatori | 21’ Dem 75’ Frahn |

| Arbitro: | Schütz |

|  |           |              |
|  | Marcatori | 62’ Kammlott |

| Arbitro: | Zorn |

|           |           |                       |
| Aydın 51’ | Marcatori | 5’ Ziemer 56’ Andrist |

| Arbitro: | Winter |

|                  |           |                     |
| Gehring 64’, 75’ | Marcatori | 17’ (rig.) Kammlott |

#### Girone di ritorno
| Arbitro: | Steinhaus-Webb |

|            |           |  |
| Pintol 39’ | Marcatori |  |

| Arbitro: | Kempkes |

|                 |           |  |
| Menz 22’ (rig.) | Marcatori |  |

| Arbitro: | Hussein |

|            |           |              |
| Müller 89’ | Marcatori | 31’ Kammlott |

| Arbitro: | Kornblum |

|  |           |                              |
|  | Marcatori | 77’, 89’ Sané 86’ Freiberger |

| Arbitro: | Müller |

|  |           |              |
|  | Marcatori | 16’ Kammlott |

| Arbitro: | Schmidt |

|              |           |                              |
| Nikolaou 86’ | Marcatori | 8’ Öztürk 64’ Koch 85’ König |

| Arbitro: | Bläser |

|  |           |              |
|  | Marcatori | 53’ Bergmann |

| Arbitro: | Bacher |

|              |           |  |
| Brückner 41’ | Marcatori |  |

| Arbitro: | Schult |

|                                      |           |                         |
| Il'jučenko 19’, 24’ Bajić 67’ (rig.) | Marcatori | 14’ Uzan 83’ (rig.) Erb |

| Erfurt 25 marzo 2017, ore 14:00 CET 29ª giornata | Rot-Weiß Erfurt | 0 – 0 referto | Magonza II | Steigerwaldstadion (4 399 spett.)\| Arbitro: \| Zorn \| |
| Arbitro:                                         | Zorn            |               |            |                                                         |

| Arbitro: | Badstübner |

|                             |           |  |
| Farrona-Pulido 46’ Beck 74’ | Marcatori |  |

| Arbitro: | Fritsch |

|           |           |            |
| Aydın 42’ | Marcatori | 20’ Jensen |

| Wiesbaden 8 aprile 2017, ore 14:00 CEST 32ª giornata | Wehen Wiesbaden | 0 – 0 referto | Rot-Weiß Erfurt | BRITA-Arena (2 070 spett.)\| Arbitro: \| Hussein \| |
| Arbitro:                                             | Hussein         |               |                 |                                                     |

| Arbitro: | Schütz |

|           |           |           |
| Aydın 26’ | Marcatori | 89’ Peitz |

| Erfurt 23 aprile 2017, ore 14:00 CEST 34ª giornata | Rot-Weiß Erfurt | 0 – 0 referto | Preußen Münster | Steigerwaldstadion (5 120 spett.)\| Arbitro: \| Schwermer \| |
| Arbitro:                                           | Schwermer       |               |                 |                                                              |

| Arbitro: | Müller |

|           |           |                   |
| Grote 22’ | Marcatori | 77’ (aut.) Mbende |

| Arbitro: | Zorn |

|            |           |                                   |
| Tyrała 26’ | Marcatori | 10’, 79’ Grüttner 30’, 75’ George |

| Arbitro: | Ittrich |

|              |           |                        |
| Holthaus 49’ | Marcatori | 30’ Laurito 86’ Bieber |

| Arbitro: | Kempter |

|                                          |           |            |
| Aydın 11’, 63’ Erb 34’ (rig.) Bieber 77’ | Marcatori | 38’ Hägele |

## Statistiche

### Statistiche di squadra
| Competizione | Punti | In casa | In casa | In casa | In casa | In casa | In casa | In trasferta | In trasferta | In trasferta | In trasferta | In trasferta | In trasferta | Totale | Totale | Totale | Totale | Totale | Totale | DR  |
| Competizione | Punti | G       | V       | N       | P       | Gf      | Gs      | G            | V            | N            | P            | Gf           | Gs           | G      | V      | N      | P      | Gf     | Gs     | DR  |
| ------------ | ----- | ------- | ------- | ------- | ------- | ------- | ------- | ------------ | ------------ | ------------ | ------------ | ------------ | ------------ | ------ | ------ | ------ | ------ | ------ | ------ | --- |
| 3. Liga      | 47    | 19      | 6       | 5       | 8       | 18      | 24      | 19           | 6            | 6            | 7            | 16           | 23           | 38     | 12     | 11     | 15     | 34     | 47     | -13 |
| Totale       | 47    | 19      | 6       | 5       | 8       | 18      | 24      | 19           | 6            | 6            | 7            | 16           | 23           | 38     | 12     | 11     | 15     | 34     | 47     | -13 |

### Andamento in campionato
| Giornata  | 1  | 2 | 3  | 4  | 5 | 6 | 7 | 8  | 9  | 10 | 11 | 12 | 13 | 14 | 15 | 16 | 17 | 18 | 19 | 20 | 21 | 22 | 23 | 24 | 25 | 26 | 27 | 28 | 29 | 30 | 31 | 32 | 33 | 34 | 35 | 36 | 37 | 38 |
| --------- | -- | - | -- | -- | - | - | - | -- | -- | -- | -- | -- | -- | -- | -- | -- | -- | -- | -- | -- | -- | -- | -- | -- | -- | -- | -- | -- | -- | -- | -- | -- | -- | -- | -- | -- | -- | -- |
| Luogo     | C  | T | C  | T  | C | T | C | T  | C  | T  | C  | T  | C  | T  | T  | C  | T  | C  | T  | T  | C  | T  | C  | T  | C  | T  | C  | T  | C  | T  | C  | T  | C  | C  | T  | C  | T  | C  |
| Risultato | P  | V | N  | N  | V | V | P | P  | P  | N  | V  | P  | V  | N  | P  | P  | V  | P  | P  | P  | V  | N  | P  | V  | P  | V  | V  | P  | N  | P  | N  | N  | N  | N  | N  | P  | V  | V  |
| Posizione | 16 | 9 | 13 | 12 | 6 | 5 | 7 | 10 | 14 | 13 | 13 | 14 | 11 | 10 | 12 | 14 | 11 | 12 | 13 | 14 | 13 | 13 | 15 | 13 | 15 | 15 | 11 | 15 | 15 | 16 | 16 | 16 | 16 | 16 | 16 | 16 | 16 | 14 |

Legenda:

Luogo: C = Casa; T = Trasferta. Risultato: V = Vittoria; N = Pareggio; P = Sconfitta.

### Statistiche dei giocatori
| O. Aydin        | 34 | 5  | 4  | 0 |
| M. Baumgarten   | 6  | 0  | 0  | 0 |
| S. Benamar      | 20 | 0  | 3  | 0 |
| T. Bergmann     | 34 | 1  | 4  | 0 |
| C. Bieber       | 33 | 3  | 7  | 0 |
| D. Brückner     | 31 | 2  | 4  | 0 |
| E. Domaschke    | 0  | 0  | 0  | 0 |
| M. Erb          | 34 | 2  | 6  | 0 |
| M. Fleischhauer | 0  | 0  | 0  | 0 |
| F. Hergesell    | 0  | 0  | 0  | 0 |
| A. Ihenacho     | 0  | 0  | 0  | 0 |
| C. Kammlott     | 35 | 10 | 5  | 0 |
| P. Klewin       | 38 | 0  | 4  | 0 |
| T. Kraulich     | 0  | 0  | 0  | 0 |
| A. Laurito      | 8  | 1  | 0  | 0 |
| C. Menz         | 35 | 2  | 7  | 1 |
| J. Möckel       | 18 | 0  | 8  | 1 |
| J. Nikolaou     | 34 | 2  | 16 | 0 |
| L. Odak         | 29 | 0  | 8  | 0 |
| H. Oeftger      | 0  | 0  | 0  | 0 |
| P. Pigl         | 11 | 1  | 0  | 0 |
| M. Pommer       | 1  | 0  | 0  | 0 |
| T. Schwarz      | 0  | 0  | 0  | 0 |
| J. Struß        | 1  | 0  | 0  | 0 |
| M. Sumusalo     | 21 | 0  | 1  | 0 |
| S. Tyrała       | 35 | 1  | 6  | 0 |
| T. Uzan         | 34 | 2  | 2  | 0 |
| L. Vocaj        | 32 | 1  | 15 | 1 |